# Băilești
Bailești es una ciudad con estatus de municipiu situada al sur de Craiova, capital del distrito rumano de Dolj al que Bailești pertenece, situado en la región de Olteña.
Con unos 22.000 habitantes censados, Bailești es una ciudad de economía principalmente agrícola. Gran parte de los menores de 30 años censados en el pueblo de Bailești son actualmente inmigrantes en países tales como Italia o España.